# Bòrowô Cotka

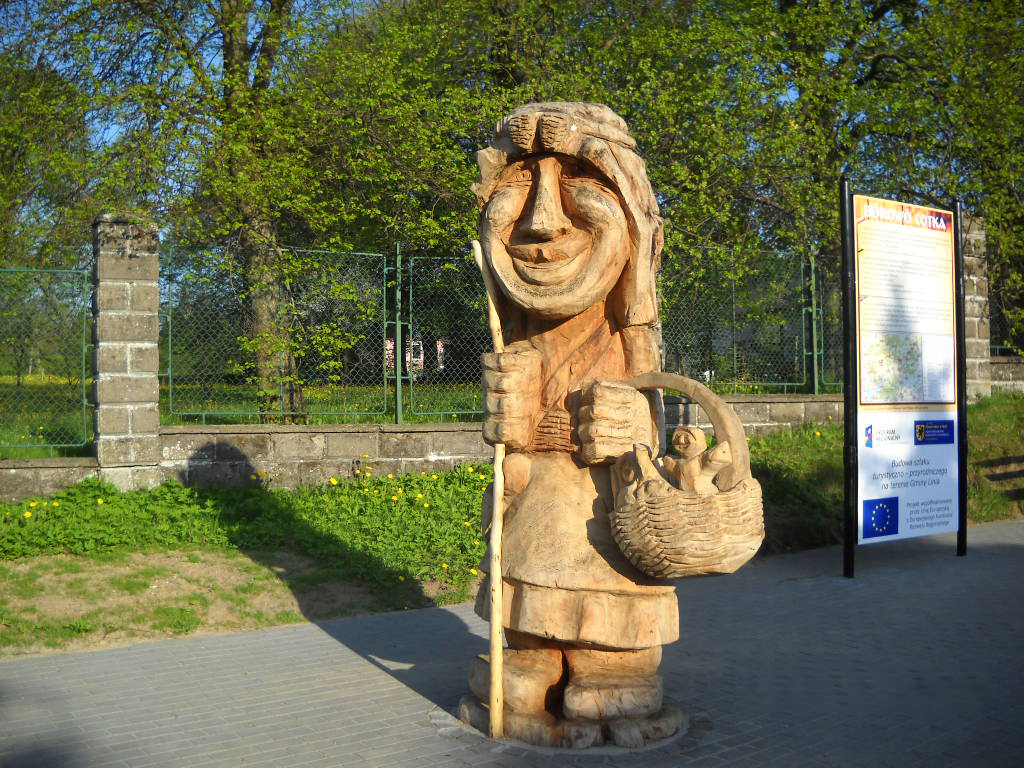
Bòrowô Cotka, rzeźba wykonana przez artystę ludowego Jana Redźko

Bòrowô Cotka, Borowa Ciotka – kaszubski dobrotliwy duch borów i opiekunka leśnej zwierzyny. Rozdaje zagubionym dzieciom zabawki, cukierki i orzechy oraz ochrania je przed czarownicami i Maniewidem. Ludzi niszczących drzewa i płoszących zwierzynę leśną potrafiła zamienić w jałowiec.
Drewniana figura przedstawiająca Borową Ciotkę, jako jedna z 13 figur szlaku turystycznego „Poczuj kaszubskiego ducha" współfinansowanego ze środków unijnych i wykonana przez Jana Redźko na podstawie opracowania "Bogowie i duchy naszych przodków. Przyczynek do kaszubskiej mitologii" Aleksandra Labudy, znajduje się w miejscowości Smażyno.